# Burkburnett
Burkburnett ist eine Stadt im Wichita County im Bundesstaat Texas der Vereinigten Staaten. Das U.S. Census Bureau hat bei der Volkszählung 2020 eine Einwohnerzahl von 10.939 ermittelt.

## Geographie
Die Stadt liegt im Norden von Texas, nur wenige Kilometer nördlich von Wichita Falls, an der Grenze zu Oklahoma und hat eine Gesamtfläche von 24,6 km².

## Geschichte
Ab 1856 war dieses Gebiet von Ranchern besiedelt und das kleine Dorf hieß Nesterville. 1880 hatte das Dorf einen Gemischtwarenladen und 132 Einwohner. 1906 verkaufte der Rancher 'Samuel Burk Burnett' ein Gebiet von 65 km2 an die Wichita Falls and Northwestern Railway, damit diese ihre Schienen bis nach Oklahoma und Kansas verlegen konnten. Ein Jahr später wurde das erste Postbüro eröffnet. 1905 wurde die kleine Stadt von Präsident Theodore Roosevelt, der hier zur Wolfsjagd und bei dem Rancher Burnett zu Gast war, in Burkburnett umbenannt.
Nach den ersten Erdölfunden im Jahr 1912 stieg die Einwohnerzahl rasant auf rund 20.000 im Jahr 1918 an. Während der Great Depression fiel die Zahl auf wenige Tausend und 1936 hatte der Ort nur noch 3281 Einwohner. Erst mit dem Bau der Sheppard Air Force Base im Jahr 1941 erholte sich die Stadt wieder.
Ein in der Cosmopolitan erschienener Artikel mit dem Titel: A Lady Comes to Burkburnett war die Inspiration für den 1940 gedrehten Film Boom Town mit Spencer Tracy und Clark Gable in den Hauptrollen.

## Demographische Daten
Nach der Volkszählung im Jahr 2000 lebten hier 10.927 Menschen in 4139 Haushalten und 3108 Familien. Die Bevölkerungsdichte betrug 443,6 Einwohner pro km2. Ethnisch betrachtet setzte sich die Bevölkerung zusammen aus 90,67 % weißer Bevölkerung, 2,88 % Afroamerikanern, 1,06 % amerikanischen Ureinwohnern, 0,64 % Asiaten, 0,07 % Bewohnern aus dem pazifischen Inselraum und 2,66 % aus anderen ethnischen Gruppen. Etwa 2,00 % waren gemischter Abstammung und 6,20 % der Bevölkerung waren spanischer oder lateinamerikanischer Abstammung.
Von den 4139 Haushalten hatten 36,7 % Kinder unter 18 Jahre, die im Haushalt lebten. 60,5 % davon waren verheiratete, zusammenlebende Paare. 11,3 % waren allein erziehende Mütter und 24,9 % waren keine Familien. 22,3 % aller Haushalte waren Singlehaushalte und in 10,1 % lebten Menschen, die 65 Jahre oder älter waren. Die Durchschnittshaushaltsgröße betrug 2,62 und die durchschnittliche Größe einer Familie belief sich auf 3,05 Personen.
27,9 % der Bevölkerung waren unter 18 Jahre alt, 7,8 % von 18 bis 24, 28,3 % von 25 bis 44, 22,2 % von 45 bis 64, und 13,8 % die 65 Jahre oder älter waren. Das Durchschnittsalter war 37 Jahre. Auf 100 weibliche Personen aller Altersgruppen kamen 93,6 männliche Personen. Auf 100 Frauen im Alter von 18 Jahren und darüber kamen 88,6 Männer.

Das jährliche Durchschnittseinkommen eines Haushalts betrug 37.408 USD, das Durchschnittseinkommen einer Familie 42.917 USD. Männer hatten ein Durchschnittseinkommen von 31.720 USD gegenüber den Frauen mit 21.977 USD. Das Prokopfeinkommen betrug 17.507 USD. 9,5 % der Bevölkerung und 7,9 % der Familien lebten unterhalb der Armutsgrenze. Davon waren 13,0 % Kinder und Jugendliche unter 18 Jahren und 8,9 % waren 65 oder älter.